# Willem Surenhuys

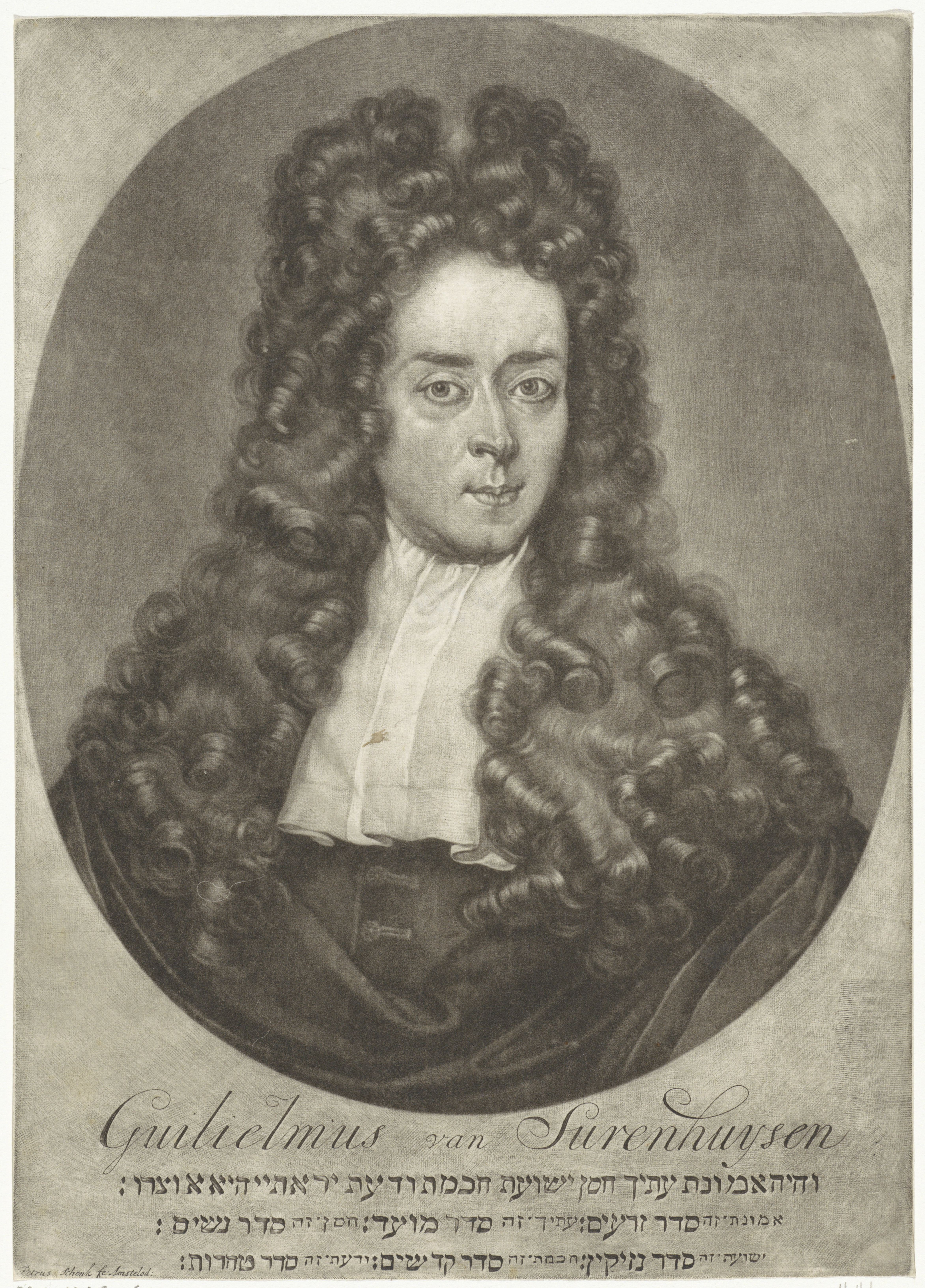
Wilhelm Surenhuys

Willem Surenhuys (auch Surenhuis oder Surenhusius; * um 1664 in Groningen; † 20. August 1729 in Amsterdam) war ein niederländischer christlicher Gelehrter der hebräischen Sprache, bekannt für seine lateinische Übersetzung der Mischna einschließlich der Kommentare von Maimonides und Obadja von Bertinoro.

## Leben
Surenhuys, der Sohn eines Seelsorgers deutscher Herkunft, studierte an der Universität Groningen und lehrte später am Athenaeum Illustre Amsterdam Griechisch und Hebräisch.
Ursprünglich wollte er aus Liebe und Hochschätzung gegenüber der rabbinischen Literatur, deren Studium er den christlichen Theologen empfahl, sämtliche wichtigen Werke der rabbinischen Literatur übersetzen, ein Plan, der nicht zur Ausführung gelangte. Seine Mischnaübersetzung wurde in den Jahren von 1698 bis 1703 veröffentlicht.

## Schriften (Auswahl)
- Versio Latina Mischnae et Commentationes Maimonidis et Obadjae Bertinoro … 6 Bände, 1698–1703.